# Molophilus parvati
Molophilus parvati är en tvåvingeart som beskrevs av Alexander 1969. Molophilus parvati ingår i släktet Molophilus och familjen småharkrankar. Inga underarter finns listade i Catalogue of Life.